# HP FOCUS

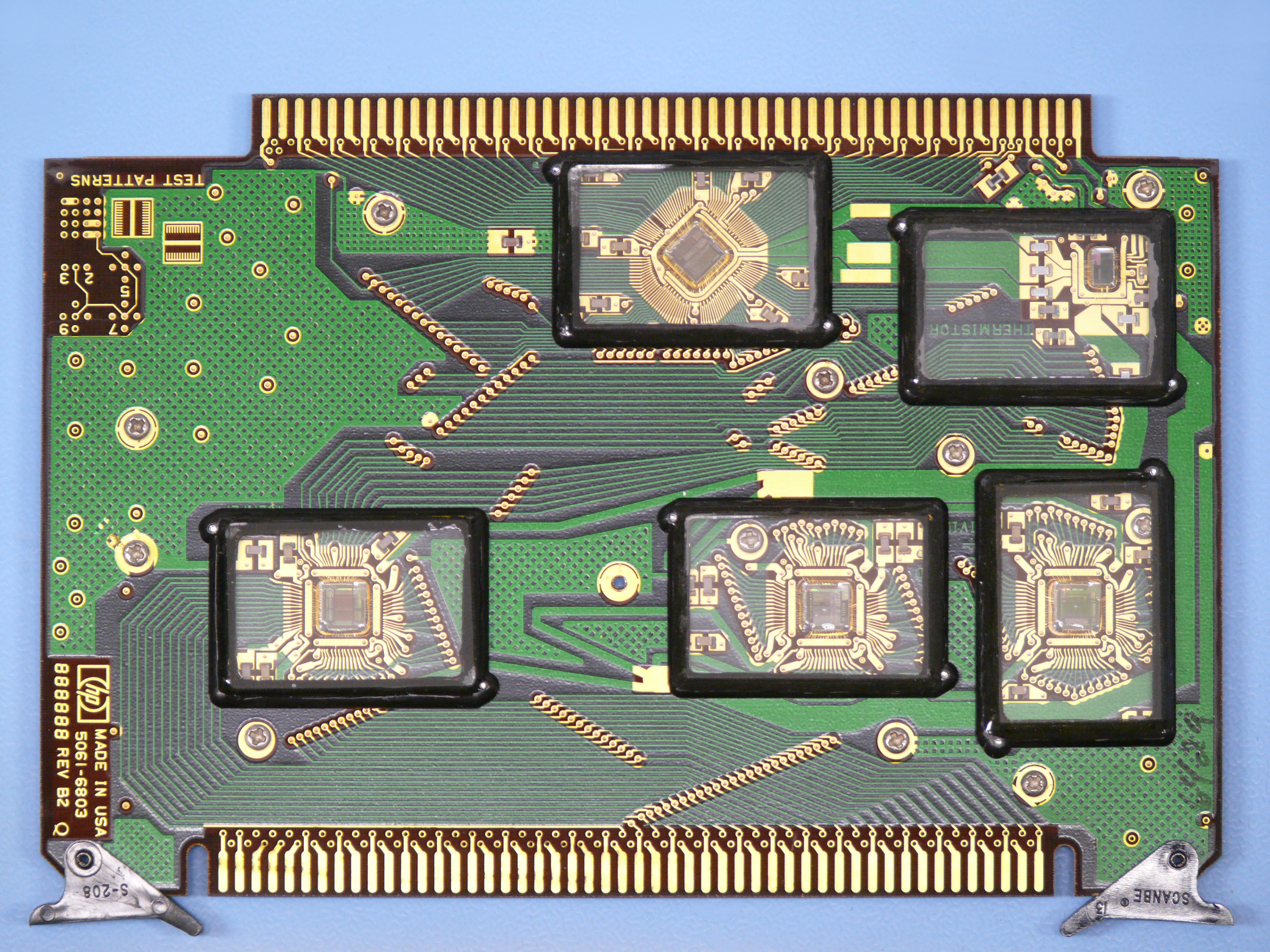
Processador HP FOCUS

O microprocessador FOCUS da Hewlett-Packard, lançado em 1982, foi o primeiro microprocessador comercial de chip único e totalmente de 32 bits disponível no mercado. Naquela época, todos os concorrentes de 32 bits (DEC, IBM, Prime Computer etc.) usavam designs de CPUs de fatias de bits de vários chips, enquanto os designs de chip único, como o Motorola 68000, eram uma mistura de 32 e 16 bits.
Introduzida nas estações de trabalho e servidores Hewlett-Packard HP 9000 Series 500 (originalmente lançados como HP 9020 e também, não oficialmente, chamados de HP 9000 Series 600), a CPU de chip único foi usada junto com o processador de E/S (IOP), o controlador de memória (MMU), o relógio e vários dispositivos de RAM dinâmica de 128 kilobits como base da arquitetura do sistema HP 9000.Era uma implementação de 32 bits da arquitetura de pilha do computador HP 3000 de 16 bits, com mais de 220 instruções (algumas com 32 bits de largura, outras com 16 bits de largura), um modelo de memória segmentada e nenhum registro visível para o programador de uso geral. O design da CPU FOCUS foi ricamente inspirado no design de chip de silício sobre safira (SOS) personalizado que a HP usou em suas máquinas da série HP 3000.
Devido à alta densidade do processo NMOS-III IC da HP, a dissipação de calor era um problema. Portanto, os chips foram montados em placas de circuito impresso especiais, com uma folha de cobre de aproximadamente 1 mm em seu núcleo, chamada de "finstrates".
A CPU Focus é microcodificada com um armazenamento de controle de microcódigo de 9.216 por 38 bits. Os caminhos de dados internos e os registros têm todos 32 bits de largura. A CPU Focus tem um número de transistores de 450.000 FETs.

## Ligações Externas
- Museu de computadores HP